# Harry S. Francis
Pour les articles homonymes, voir Harry Francis et Francis.
Harry S. Francis (5 juin 1886-3 juin 1948) est un homme politique canadien de l'Île-du-Prince-Édouard. Il est député provincial libéral pour la circonscription prince-édouardienne de 1er Kings en 1943 à 1947. 